# Choice Music Prize
Der Choice Music Prize ist ein irischer Musikpreis, der seit 2005 jährlich von Kritikern verliehen wird. Es wird das irische Album des Jahres und seit 2011 der irische Song des Jahres ausgezeichnet.

## Verantwortliche
Der Preis wurde von David Reid und Jim Carroll ins Leben gerufen, die auch bis zur Verleihung des Choice Music Prize 2009 das Projekt gemeinsam leiteten. Seit dem Ausstieg Carrolls leitet Reid das Projekt allein. Verantwortlich für die Finanzierung sind der Interessenverband der irischen Musikindustrie Irish Recorded Music Association (IRMA), die irische Verwertungsgesellschaft Irish Music Rights Organisation (IMRO) und ein Interessenverband von irischen Musikern namens Recorded Artists Actors Performers (RAAP).

## Ablauf
Im Januar trifft sich eine zwölfköpfige Jury, bestehend aus Mitarbeitern von irischen Fernseh- und Radiosendern, Musikzeitschriften, Zeitungen und Musikwebsites, um die ihrer Meinung nach zehn besten irischen Musikalben des vergangenen Jahres auszuwählen. Die Besetzung der Jury wechselt jedes Jahr. Zur Wahl stehen alle Musikalben, die die unten genannten Kriterien erfüllen. Im März findet dann die Preisverleihung in der Konzerthalle Vicar Street in Dublin statt, auf der der Gewinner bekanntgeben wird. Alle zehn Nominierten werden eingeladen, auf der Veranstaltung zu spielen. In der Vergangenheit kam es vor, dass manche Künstler aus Termingründen absagen mussten. Der Gewinner, dessen Album zum besten irischen Album des Jahres gekürt wurde, erhält eine Trophäe und einen Scheck in Höhe von 10.000 Euro.
Später im Januar entscheidet die Jury unter Einbeziehung der Airplay Charts auch über die zehn besten Songs des Jahres. Alle Liedveröffentlichungen, also auch Radiosongs und Albumtracks kommen als Kandidaten in Frage, wenn sie die unten genannten Kriterien erfüllen. Über den Gewinner kann jeder online oder per SMS abstimmen. Der Siegertitel wird zusammen mit dem Albumpreisträger bekanntgegeben.

## Kriterien
Alben
- Die Alben müssen zwischen dem 1. Januar und dem 31. Dezember des jeweiligen Jahres in der Republik Irland und/oder Nordirland veröffentlicht worden sein. Als Veröffentlichung zählt der Verkauf oder die kostenfreie Weitergabe des Albums an die allgemeine Öffentlichkeit in Geschäften, bei Konzertveranstaltungen oder im Internet.
- Von der Nominierung ausgeschlossen sind Wiederveröffentlichungen, Best-of-Kompilationen, Livealben und Kompilationen, auf denen mehrere, verschiedene Interpreten vertreten sind.
- Es können Alben jedes Genres nominiert werden.
- Die Interpreten müssen in der Republik Irland oder Nordirland geboren worden sein und/oder einen Reisepass der Republik Irland besitzen. Bei Musikgruppen muss die Mehrheit der Bandmitglieder in der Republik Irland oder Nordirland geboren worden sein und/oder einen Reisepass der Republik Irland besitzen.
- Um mit dem Choice Music Prize ausgezeichnet zu werden, muss das Album entweder wenigstens sechs Musikstücke enthalten und eine Spielzeit von mindestens 33 Minuten und 20 Sekunden haben oder nicht weniger als neun Musikstücke enthalten und eine Spielzeit von mindestens 25 Minuten aufweisen.

Songs
- Alle nominierten Lieder müssen innerhalb des fraglichen Jahres in Irland erstveröffentlicht worden sein, das heißt, das Lied muss der Öffentlichkeit in Irland (Republik Irland und/oder Nordirland) zwischen 1. Januar und 31. Dezember des jeweiligen Jahres zum allerersten Mal zugänglich gemacht worden sein (zum Kauf oder gratis in Geschäften, bei Konzerten oder auf Websites). Auch Radio- und Promoveröffentlichungen und Albumtitel (von im jeweiligen Jahr veröffentlichten Alben) können eingeschlossen werden.
- Die nominierten Lieder können jedem denkbaren Genre entstammen.
- Die Interpreten müssen in der Republik Irland oder Nordirland geboren worden sein und/oder einen Reisepass der Republik Irland besitzen. Musikgruppen können nominiert werden, wenn die Mehrzahl der Bandmitglieder in der Republik Irland oder in Nordirland geboren worden sind und/oder einen Reisepass der Republik Irland besitzen.

## Ausgezeichnete

### 2005
| Interpret     | Albumtitel               | Label                    |
| ------------- | ------------------------ | ------------------------ |
| Julie Feeney  | 13 Songs                 | Mittens                  |
| Bell X1       | Flock                    | Yep Roc/Rykodisc/Island  |
| Cane 141      | Moon Pool                | Exceptional              |
| The Chalets   | Check In                 | Setanta                  |
| Joe Chester   | A Murder of Crows        | Barp                     |
| Duke Special  | Adventures in Gramophone | Hag                      |
| Hal           | Hal                      | Rough Trade              |
| Nick Kelly    | Running Dog              | Self Possessed/BOS Music |
| Emmett Tinley | Attic Faith              | Independent              |
| Turn          | Turn                     | Setanta                  |

### 2006
| Interpret              | Albumtitel                 | Label                    |
| ---------------------- | -------------------------- | ------------------------ |
| The Divine Comedy      | Victory for the Comic Muse | Parlophone               |
| Director               | We Thrive on Big Cities    | Atlantic                 |
| Duke Special           | Songs from the Deep Forest | V2                       |
| The Immediate          | In Towers and Clouds       | Fantastic Plastic        |
| David Kitt             | Not Fade Away              | Rough Trade              |
| Messiah J & the Expert | Now This I Have to Hear    | Inaudible                |
| Fionn Regan            | The End of History         | Bella Union/Lost Highway |
| Republic of Loose      | Aaagh!                     | Loaded Dice              |
| Si Schroeder           | Coping Mechanisms          | Trust Me I’m a Thief     |
| Snow Patrol            | Eyes Open                  | Polydor/Interscope       |

### 2007
| Interpret               | Albumtitel              | Label        |
| ----------------------- | ----------------------- | ------------ |
| Super Extra Bonus Party | Super Extra Bonus Party | Alphabet Set |
| Adrian Crowley          | Long Distance Swimmer   | Tin Angel    |
| Cathy Davey             | Tales of Silversleeve   | EMI          |
| Delorentos              | In Love with Detail     | Cottage      |
| Dry County              | Unexpected Falls        | Lazybird     |
| The Flaws               | Achieving Vagueness     | Arrival      |
| David Geraghty          | Kill Your Darlings      | Decal        |
| Kíla                    | Gamblers' Ballet        | Kíla         |
| Róisín Murphy           | Overpowered             | EMI          |
| Stanley Super 800       | Louder & Clearer        | Sofa         |

### 2008
| Interpret              | Albumtitel                                              | Label                      |
| ---------------------- | ------------------------------------------------------- | -------------------------- |
| Jape                   | Ritual                                                  | V2/Cooperative Music       |
| Fight Like Apes        | Fight Like Apes and the Mystery of the Golden Medallion | Model Citizen              |
| Mick Flannery          | White Lies                                              | EMI                        |
| Halfset                | Another Way of Being There                              | Casino Gravity             |
| Lisa Hannigan          | Sea Sew                                                 | Hoop/ATO                   |
| David Holmes           | The Holy Pictures                                       | Mercury                    |
| Messiah J & the Expert | From the Word Go                                        | Inaudible                  |
| Oppenheimer            | Take the Whole Mid-Range and Boost It                   | Bar/None/Fantastic Plastic |
| R.S.A.G.               | Organic Sampler                                         | Psychonavigation           |
| The Script             | The Script                                              | Sony Music                 |

### 2009
| Interpret                    | Albumtitel                   | Label                    |
| ---------------------------- | ---------------------------- | ------------------------ |
| Adrian Crowley               | Season of the Sparks         | Chemikal Underground     |
| And So I Watch You from Afar | And So I Watch You from Afar | Smalltown America        |
| Bell X1                      | Blue Lights on the Runway    | BellyUp/Rykodisc/Yep Roc |
| Codes                        | Trees Dream in Algebra       | EMI                      |
| Dark Room Notes              | We Love You Dark Matter      | Gonzo/BBE                |
| The Duckworth Lewis Method   | The Duckworth Lewis Method   | Divine Comedy/1969       |
| Julie Feeney                 | Pages                        | Mittens                  |
| Valerie Francis              | Slow Dynamo                  | VF                       |
| Laura Izibor                 | Let the Truth Be Told        | Atlantic                 |
| The Swell Season             | Strict Joy                   | Plateau/ANTI-            |

### 2010
| Interpret              | Albumtitel                                              | Label                    |
| ---------------------- | ------------------------------------------------------- | ------------------------ |
| Two Door Cinema Club   | Tourist History                                         | Kitsuné/Glassnote        |
| Adebisi Shank          | This Is the Second Album of a Band Called Adebisi Shank | Richter Collective       |
| The Cast of Cheers     | Chariot                                                 | –                        |
| Cathy Davey            | The Nameless                                            | Hammer Toe               |
| Fight Like Apes        | The Body of Christ and the Legs of Tina Turner          | Model Citizen            |
| Halves                 | It Goes, It Goes (Forever & Ever)                       | Hate Is the Enemy (HITE) |
| Imelda May             | Mayhem                                                  | Decca                    |
| James Vincent McMorrow | Early in the Morning                                    | Universal                |
| O Emperor              | Hither Thither                                          | Universal                |
| Villagers              | Becoming a Jackal                                       | Domino                   |

### 2011
Irish Album of the Year
| Interpret                              | Albumtitel                                 | Label               |
| -------------------------------------- | ------------------------------------------ | ------------------- |
| Jape                                   | Ocean of Frequency                         | Music Is for Losers |
| And So I Watch You from Afar           | Gangs                                      | Richter Collective  |
| Bell X1                                | Bloodless Coup                             | Belly Up Records    |
| Cashier No. 9                          | To the Death of Fun                        | Bella Union         |
| Lisa Hannigan                          | Passenger                                  | Hoop                |
| The Japanese Popstars                  | Controlling Your Allegiance                | EMI                 |
| Patrick Kelleher & His Cold Dead Hands | Golden Syrup                               | Osaka Records       |
| Pugwash                                | The Olympus Sound                          | EMI/1969 Records    |
| Tieranniesaur                          | Tieranniesaur                              | Popical Island      |
| We Cut Corners                         | Today I Realised I Could Go Home Backwards | Delphi              |

Irish Song of the Year
| Interpret         | Songtitel              |
| ----------------- | ---------------------- |
| Royseven          | We Should Be Lovers    |
| Bell X1           | Velcro                 |
| Cashier No. 9     | Goldstar               |
| The Coronas       | Addicted to Progress   |
| Lisa Hannigan     | Knots                  |
| The Kanyu Tree    | Radio                  |
| Little Green Cars | The John Wayne         |
| Maverick Sabre    | Let Me Go              |
| Snow Patrol       | Called Out in the Dark |
| This Club         | I Won’t Worry          |

### 2012
Irish Album of the Year
| Interpret            | Albumtitel               | Label                |
| -------------------- | ------------------------ | -------------------- |
| Delorentos           | Little Sparks            | Delo Records         |
| Wallis Bird          | Wallis Bird              | Rubyworks            |
| The Cast of Cheers   | Family                   | Schoolboy Error      |
| Adrian Crowley       | I See Three Birds Flying | Chemikal Underground |
| Damien Dempsey       | Almighty Love            | Sony                 |
| Julie Feeney         | Clocks                   | Mittens              |
| Heathers             | Kingdom                  | Warner Music         |
| Mumblin’ Deaf Ro     | Dictionary Crimes        | Popical Island       |
| Two Door Cinema Club | Beacon                   | Kitsuné              |
| Windings             | I Am Not the Crow        | Out on a Limb        |

Irish Song of the Year
| Interpret                   | Songtitel       | Label                   |
| --------------------------- | --------------- | ----------------------- |
| Gavin James                 | Say Hello       | Believe                 |
| The Coronas                 | Mark My Words   | 3U                      |
| Delorentos                  | Care For        | Delo Records            |
| Glen Hansard                | High Hope       | Plateau                 |
| Heathers                    | Forget Me Knots | Warner                  |
| Kodaline                    | All I Want      | Sony                    |
| Le Galaxie feat. Elaine Mai | Love System     | Delphi                  |
| The Script                  | Hall of Fame    | Sony                    |
| SOAK                        | Sea Creatures   | (Eigenveröffentlichung) |
| Villagers                   | The Waves       | Domino                  |

### 2013
Irish Album of the Year
| Interpret                    | Albumtitel              | Label              |
| ---------------------------- | ----------------------- | ------------------ |
| Villagers                    | Awayland                | Domino             |
| And So I Watch You from Afar | All Hail Bright Futures | Sargent House      |
| Bell X1                      | Chop Chop               | Belly Up Records   |
| Girls Names                  | The New Life            | Tough Love         |
| Kodaline                     | In a Perfect World      | Sony Music         |
| Little Green Cars            | Absolute Zero           | Universal Music    |
| Mano Le Tough                | Changing Days           | Permanent Vacation |
| My Bloody Valentine          | MBV                     | MBV Records        |
| O Emperor                    | Vitreous                | Big Skin           |
| Lisa O’Neill                 | Same Cloth or Not       | Song Seeds Records |

Irish Song of the Year
| Interpret              | Songtitel                           | Label                   |
| ---------------------- | ----------------------------------- | ----------------------- |
| The Original Rudeboys  | Never Gonna Walk Away               | Rubyworks               |
| Daithí                 | Chameleon Life                      | Sony                    |
| Hozier                 | Take Me to Church                   | Rubyworks               |
| I Am the Cosmos        | Look Me in the Eye                  | (Eigenveröffentlichung) |
| James Vincent McMorrow | Cavalier                            | Faction Recordings      |
| Kodaline               | Brand New Day                       | Sony Music              |
| New Jackson            | Sat Around Here Waiting             | Hivern Discs            |
| The Strypes            | You Can’t Judge a Book by the Cover | Universal               |
| Two Door Cinema Club   | Changing of the Seasons             | Parlophone/Warner       |
| Villagers              | Nothing Arrived                     | Domino                  |

### 2014
Irish Album of the Year
| Interpret              | Albumtitel                  | Label               |
| ---------------------- | --------------------------- | ------------------- |
| The Gloaming           | The Gloaming                | Real World          |
| Aphex Twin             | Syro                        | Warp                |
| Delorentos             | Night Becomes Light         | Universal           |
| Hozier                 | Hozier                      | Rubyworks/Universal |
| James Vincent McMorrow | Post Tropical               | Faction             |
| Sinéad O’Connor        | I’m Not Bossy, I’m the Boss | Nettwerk            |
| Damien Rice            | My Favourite Faded Fantasy  | Warner Music        |
| The Riptide Movement   | Getting Through             | Universal Ireland   |
| U2                     | Songs of Innocence          | Island              |
| We Cut Corners         | Think Nothing               | Delphi              |

Irish Song of the Year
| Interpret            | Songtitel         | Label                   |
| -------------------- | ----------------- | ----------------------- |
| The Script           | Superheroes       | Sony                    |
| The Coronas          | All the Others    | Universal               |
| Delorentos           | Show Me Love      | Universal Music Ireland |
| Hozier               | From Eden         | Rubyworks               |
| Kodaline             | One Day           | Sony                    |
| Kormac               | Wake Up           | Bodytonic               |
| Little Hours         | It’s Still Love   | Little Hours Music      |
| The Minutes          | Cherry Bomb       | Model Citizen           |
| Sinéad O’Connor      | Take Me to Church | Nettwerk                |
| The Riptide Movement | All Works Out     | Universal Music Ireland |

### 2015
Irish Album of the Year
| Interpret            | Albumtitel                    | Label              |
| -------------------- | ----------------------------- | ------------------ |
| SOAK                 | Before We Forgot How To Dream | Rough Trade        |
| Girl Band            | Holding Hands with Jamie      | Rough Trade        |
| Gavin James          | Bitter Pill                   | Warner Music       |
| Le Galaxie           | Le Club                       | Universal Ireland  |
| Róisín Murphy        | Hairless Toys                 | PIAS               |
| Villagers            | Darling Arithmetic            | Domino             |
| Ham Sandwich         | Stories From The Surface      | Route 109A Records |
| Jape                 | This Chemical Sea             | Faction            |
| Colm Mac Con Iomaire | And Now The Weather           | Plateau            |
| Young Wonder         | Birth                         | Feel Good Lost     |

Irish Song of the Year
| Interpret       | Songtitel                  | Label            |
| --------------- | -------------------------- | ---------------- |
| Gavin James     | Bitter Pill                | Warner Music     |
| The Academic    | Different                  | Room 6 Records   |
| All Tvvins      | Thank You                  | Warner Music     |
| The Coronas     | How This Goes              | Universal        |
| Daithí          | Mary Keanes Introduction   | Eigenproduktion  |
| Fight Like Apes | Pretty Keen On Centrefolds | Alcopop! Records |
| Hozier          | Someone New                | Universal        |
| Kodaline        | Ready                      | Sony Music       |
| Otherkin        | Ay Ay                      | Rubyworks        |
| Pleasure Beach  | Go                         | Faction          |